# HKK Vitez
HKK Vitez je bosanskohercegovački košarkaški klub iz Viteza.

## Povijest
Klub je osnovan 1966. godine pod nazivom KK Vitez. Nakon rata u BiH HKK Vitez osvaja prvo izdanje košarkaškog kupa Herceg-Bosne u sezoni 1994./95., a u jesen naredne sezone igra Kup Radivoja Koraća. U sezoni 2007./08. osvajaju Ligu Herceg-Bosne gdje se i trenutačno natječu.
Klub ima i svoju Školu košarke koja okuplja dječake i djevojčice.

## Poznati igrački i treneri
- Josip Pandža

## Vanjske poveznice
- Službene stranice HKK Vitez  Arhivirana inačica izvorne stranice od 14. svibnja 2011. (Wayback Machine)